# Elaphe sauromates
Elaphe sauromates är en ormart som beskrevs av Peter Simon Pallas 1811. Elaphe sauromates ingår i släktet Elaphe och familjen snokar. Inga underarter finns listade i Catalogue of Life.

## Utseende
Denna orm blir vanligen omkring 200 cm lång och vissa individer når en längd av 250 cm. Artens huvud har en svartaktig ovansida och det finns en mörk strimma från ögat bakåt och lite nedåt. Bålens grundfärg är hos vuxna individer vitaktig, gulaktig eller sällan lite rödaktig. Ungdjur har däremot en ljusgrå grundfärg. På grundfärgen förekommer många mörka fläckar som bildar linjer och dessutom har varje fjäll på bålens ovansida en liten mörk punkt. Undersidan är täckt av vita eller gula fjäll.

## Utbredning och habitat
Arten förekommer i sydöstra Europa och västra Asien. Utbredningsområdet sträcker sig i Europa från nordöstra Grekland över Bulgarien, Turkiets europeiska del, Rumänien, kanske Moldavien till Ukraina och Krim. Elaphe sauromates hittas även i sydvästra Ryssland och i Mellanöstern (enligt The Reptile Database även i Syrien, Iran, Irak, Turkmenistan och Kazakstan).
Denna snok föredrar fuktiga stäpper, buskskogar och öppna lövfällande skogar. Den besöker även torrare landskap.

## Ekologi
Elaphe sauromates är dagaktiv och den anses vara mer aggressiv än Elaphe quadrolineata. Den jagar mindre fåglar, groddjur och andra kräldjur. Arten syns vanligen mellan februari och november utanför gömstället. Den parar sig i april eller maj och två månader senare lägger honan 4 till 16 ägg. Ungarna kläcks i augusti eller september.